# Kallhäll

Kallhäll est une communauté urbaine de la ville de Stockholm située sur la commune de Järfälla, dans le comté de Stockholm. Il fait partie de la banlieue de la région urbaine de Stockholm et compte une population de 12 000 habitants en 2011 (y compris la ville de Stäket).
Kallhäll a commencé comme une banlieue industrielle lorsque l’industriel Erik Bolinder a décidé de déplacer ses ateliers mécaniques Bolinders de Kungsholmen, au centre de Stockholm, à Kallhäll. Des logements pour les employés ont été construits, ce qui a permis l’expansion de Kallhäll. Les structures de l’usine Bolinder existent toujours, entourées de résidences modernes et coûteuses en bordure de lac.
Une deuxième période d’expansion a eu lieu dans les années 1960, lorsque Kallhäll a été intégré au grand programme suédois de construction de logements, le Programme million (en). Les immeubles hauts et longs des années 1960-70 dominent toujours Kallhäll aujourd’hui.
Kallhäll possède une gare sur le réseau ferroviaire de banlieue de Stockholm, à 21,1 km au nord-ouest de la gare centrale de Stockholm.